# Gambaga Exile
Gushegu Exile er en dansk dokumentarfilm fra 2018 instrueret af Emil Nørgaard Munk.

## Handling
I skyggen fra et træ sorterer Salamatu stenene fra de løse korn, hun har samlet op på markedspladsen. Det er ved at være aften, og hendes børn er sultne. Gmanun er ved at pakke de sidste 14 års liv ned i kasser og poser, imens Maate med hård hånd styrer lejrens vandpumpe.
I Gushegu lever knap 100 kvinder i eksil. De er alle blevet fordrevet fra deres hjembyer med beskyldninger om at være hekse. Som årene går, og kvinderne bliver gamle og svage, får nogle af dem lov at vende tilbage til deres landsbyer. Men de mange års adskillelse fra familie og venner, gør det ikke let at vende hjem. Filmen observerer og giver plads til at dvæle ved hverdagen, livet og tankerne hos de kvinder, der er blevet adskilt fra deres familier.